# Irene Castells i Oliván
Irene Castells i Oliván (Hellín, Albacete de 1943 - 29 de maig de 2019) va ser una historiadora i professora universitària que exercí com a tal a Catalunya.
Ha estat professora d'història contemporània de la Universitat Autònoma de Barcelona i membre associat de l'Institut de la Revolució Francesa de París-I Sorbona. Especialista en història europea del període 1789-1848. En la seva recerca, s'ha centrat en l'estudi del liberalisme europeu, la Revolució Francesa i la revolució liberal a Espanya.

## Publicacions[2][1]
- La Revolución Francesa, amb Antonio Vilademunt (2004)
- Crisis del antiguo régimen y revolución liberal en España (1789-1845), amb Antoni Moliner i Prada (2000)
- La revolución francesa (1789-1799) (1997)
- La utopía insurrecional del liberalismo: Torrijos y las conspiraciones liberales de la década ominosa, amb Josep Fontana Lázaro (1989)
- Africa negra de 1800 a nuestros días, amb Catherine Coquery-Vidrovitch, Henri Moniot i Joana Masgrau

(1976)